# Syleena Johnson
Syleena Johnson (Harvey, 2 settembre 1976) è una cantante statunitense.

## Discografia
Album studio
- 1999 – Love Hangover
- 2001 – Chapter 1: Love, Pain & Forgiveness
- 2002 – Chapter 2: The Voice
- 2005 – Chapter 3: The Flesh
- 2009 – Chapter 4: Labor Pains
- 2011 – Chapter V: Underrated
- 2012 – Acoustic Soul Sessions
- 2013 – 9ine (con Musiq Soulchild)
- 2014 – Chapter 6: Couples Therapy

Raccolte
- 2008 – I Am Your Woman: The Best of Syleena Johnson